# Rokka no Yūsha
Rokka no Yūsha (jap. 六花の勇者) ist eine Light-Novel-Serie von Ishio Yamagata mit Illustrationen von Miyagi. Sie erscheint seit 2011 in Japan und wurde als Manga und Animeserie adaptiert. Die deutsch untertitelte Fassung des Animes wurde als Rokka: Die Helden der sechs Blumen veröffentlicht.
Das Genre der Serie ist eine Mischung aus Action-Fantasy und Whodunit-Krimi.

## Handlung
Vor 1000 Jahren besiegte die Heilige der Einen Blume (一輪の聖者, Ichirin no Seija) den Dämonengott (魔神, Majin), konnte ihn jedoch nur auf eine Halbinsel, die nur durch eine schmale Landzunge mit dem Rest der Welt verbunden ist, versiegeln. Da sie wusste, dass der Dämonengott wieder erwachen wird, veranlasste sie, dass jeweils die sechs stärksten Kämpfer zu Helden werden, die alle das Muster einer sechsblättrigen Blume tragen, um den Dämonengott wieder zurückzudrängen. Da sich die dritte Wiedererweckung des Dämonengotts nähert sammeln sich abermals sechs Helden um diesen zu bekämpfen.
Einer von diesen ist der selbsterklärte stärkste Mann der Welt Adlet Myer (アドレット・マイア, Adoretto Maia). Als dieser einen Kampf im Königreich Piena stört, um sich als der stärkste zu beweisen, wird er jedoch für seine Unverfrorenheit eingekerkert. Als sein Blumenmal erscheint, flieht er gemeinsam mit der Prinzessin des Landes, Nachetanya Loei Piena Augustra (ナッシェタニア・ルーイ・ピエナ・アウグストラ, Nasshetania Rūi Piena Augusutora), die ebenfalls eine der Helden ist. Nachetanya ist die Heilige der Klingen und kann diese nach ihrem Willen erscheinen, formen und sich bewegen lassen.
Auf ihrer Reise zum Land des Dämonengottes begegnen beide zunächst einigen Dämonen, die Dörfer angegriffen haben, und dann auch anderen Helden. Goldof Auora (ゴルドフ・アウオーラ, Gorudofu Auōra) ist ein Ritter am Hofe Pienas, der ausgesendet wurde, den Heldenmörder zu finden. Dieser soll es auf die sechs Helden abgesehen haben. Die Heilige des Schießpulvers und Gewehrschützin Flamie Speeddraw (フレミー・スピッドロウ, Furemī Supiddorō) stellt sich als Mörder heraus, ist jedoch auch selbst eine Heldin.
Die vier machen sich auf zu einem Tempel am Eingang zum Land des Dämonenkönigs, der dazu dient, nachdem die Helden das Land des Dämonenkönigs betreten, haben eine Barriere zu errichten, die verhindern soll, dass weitere Dämonen in die Menschenwelt strömen. Dort treffen sie die anderen Helden: das kleine Mädchen Chamot Rosso (チャモ・ロッソ, Chamo Rosso), das die Heilige der Sümpfe ist und als stärkste Heldin nach der Heiligen der Einen Blume gilt; die Leiterin des Himmelstempels und Heilige der Berge Maura Chester (モーラ・チェスター, Mōra Chestā), sowie der Attentäter Hans Humpty (ハンス・ハンプティ, Hansu Hamputi). Als alle zusammentreffen stellt sich heraus, dass statt der erwarteten sechs nun sieben Helden anwesend sind und dieser die Barriere vorzeitig auslöst um alle Helden darin gefangen zu halten. 
Die sieben Helden versuchen daraufhin diskutierend herauszufinden, welcher von ihnen der oder die Siebte ist. In dieser Diskussion wird zuerst Fremy beschuldigt, jedoch versucht Adlet sie in den Schutz zu nehmen und gerät dadurch selber in den Fokus und wird immer weiter in die Ecke gedrängt und als der Siebte beschuldigt. Folglich muss er aus dem Tempel fliehen und entführt dabei Fremy. Die restlichen Fünf versuchen Adlet zu verfolgen und können ihn schwer verwunden, dennoch schafft er es sich zu verstecken. Fremy verbindet dann den schwerverletzten Adlet und unterhält sich mit ihm über ihre und seine Vergangenheit. Fremy entschließt sich letztlich Adlet zu verlassen und zu den anderen zu stoßen, jedoch übergibt sie Adlet eine Bombe, womit er sie kontaktieren kann.
Als Fremy nun wieder zurück am Tempel ist, wird sie nach Adlets Aufenthaltsort befragt und beantwortet diese Frage auch. Die Gruppe beschließt nun, Adlet zu suchen und teilt sich in kleinere Gruppen auf. Die Gruppen sind wie folgt: Hans und Chamo bleiben in der Nähe des Tempels; Goldof und Nashetania suchen die eine Hälfte der Barriere ab und Fremy und Mora die andere Hälfte, wo auch Adlet sich befand. Adlet, der sich schon gedacht hat, dass die anderen ihn suchen würden, macht sich nachdem er sich einigermaßen geheilt hat, sofort auf den Weg, um Hans zu treffen. Er hofft darauf, dass er Hans alleine treffen würde, und schafft es auch ihn am Tempel alleine zu konfrontieren. Von Chamo fehlt jede Spur, da sie im Wald spielen wollte. Bei der Konfrontation liefern sich Adlet und Hans einen hitzigen Kampf. Adlet, der versucht Hans zu überzeugen, dass er nicht der Siebte sei, ist jedoch Hans kämpferisch unterlegen und versucht ihn deshalb mit seinen Geheimwaffen zu besiegen. Nachdem Adlet so gut wie alle seiner Waffen aufgebraucht hat, wagt er einen letzten Angriff, indem er sein Schwert mit Hilfe einer Sprungfeder haarscharf an Hans vorbei schießt. Hans greift danach Adlet mit einem Gift an, welches Halluzinationen bei ihm verursacht. Hans, der ein Assassin ist, schließt aus Adlets halluzinierendem Gesicht, dass er nicht der Siebte ist.
Nun versuchen die beiden herauszufinden, wer der „siebte Held“ ist, der von den Dämonen eingeschleust wurde.

## Veröffentlichung
Die bisher (Stand: Oktober 2019) sechs Bände der Reihe erschienen in Japan beim Imprint Super Dash Bunko des Verlags Shūeisha. Der erste Band kam am 25. August 2011 heraus und der sechste Band am 24. Juli 2015. Ein Extraband – Archive 1 – folgte am 25. März 2016.
Ching Win Publishing veröffentlicht eine chinesische Übersetzung in Taiwan. Yen Press verlegt seit April 2017 eine englische Übersetzung unter dem Titel Rokka: Braves of the Six Flowers.
Das Light-Novel-Ranking Kono Light Novel ga Sugoi! platzierte die Reihe 2013 als drittbestes und 2014 als achtbestes Werk.

## Manga
Eine Adaption der Serie als Manga erschien von Oktober 2012 bis November 2014 im Magazin Super Dash & Go! von Shūeisha. Die Kapitel wurde in vier Sammelbänden zusammengefasst. Die Serie entsteht in Zusammenarbeit des Autors der Vorlage, Ishio Yamagata, mit dem Zeichner Kei Toru.
Wie auch die Light Novel erschien der Manga bei Ching Win Publishing in chinesischer Übersetzung sowie seit dem 24. Januar 2017 auf Englisch bei Yen Press. Eine deutsche Übersetzung erschien von November 2018 bis August 2019 komplett bei Tokyopop.

## Anime
Beim Studio Passione entstand 2015 eine Anime-Adaption des ersten Bandes der Light Novel. Unter der Regie von Takeo Takahashi und nach einem Drehbuch von Tatsuhiko Urahata wurden zwölf Folgen produziert. Das Charakterdesign entwarf Sayaka Koiso und für die künstlerische Leitung war Hirotsugu Kakoi verantwortlich. Die Serie verlagerte die Handlung in ein mesoamerikanisches Setting.
Die Erstausstrahlung der Serie erfolgte vom 5. Juli bis zum 20. September 2015 nach Mitternacht (und damit am vorigen Fernsehtag) auf dem Sender MBS, sowie mit Versatz auch auf AT-X, Tokyo MX und BS11. Die Plattform Crunchyroll veröffentlichte die Folgen als Simulcast weltweit außerhalb Asien mit englischen und deutschen Untertiteln. Eine deutsche Synchronisierung wurde von Crunchyroll in Auftrag gegeben und erschien am 16. November 2017.
Die Serie erschien in Japan seit dem 16. September 2015 bis 3. Februar 2016 auf sechs Blu-rays/DVDs. In den USA erschien sie vom 10. Dezember 2015 bis 4. Oktober 2016 von Ponycan USA auf drei Blu-rays/DVDs als Collector’s Edition mitsamt Soundtrack.

### Synchronisation
| Rolle            | japanischer Sprecher (Seiyū) | deutscher Sprecher      |
| ---------------- | ---------------------------- | ----------------------- |
| Adlet Myer       | Sōma Saitō                   | Benjamin Stolz          |
| Nachetanya       | Yōko Hikasa                  | Lara Wurmer             |
| Flamie Speeddraw | Aoi Yūki                     | Leslie-Vanessa Lill     |
| Goldov Auora     | Kōki Uchiyama                | Leonard Hohm            |
| Maura Chester    | Rina Satō                    | Stefanie Dischinger     |
| Hans Humpty      | Kenichi Suzumura             | Louis Friedemann Thiele |
| Chamot Rosso     | Ai Kakuma                    | Moira May               |

### Musik
Die Musik der Serie komponierte Michiru Ōshima. Für den Vorspann wurden die Lieder Cry for the Truth gesungen von Michi und Black Swallowtail von Uroboros verwendet. Die Abspanne wurden mit folgenden Liedern unterlegt:
- Secret Sky von Michi
- Dance in the Fake von Yōko Hikasa als Nachetanya
- Nameless Heart von Aoi Yūki als Flamie